# Semi-remorque
Ne doit pas être confondu avec véhicule articulé.
Une semi-remorque est une remorque routière destinée au transport de marchandises dont la particularité est de reposer sur un ou plusieurs essieux à l'arrière, et sur le véhicule tracteur à l'avant, par l'intermédiaire d'une plateforme appelée « sellette » ou « verrou coupleur », de sorte que le tracteur supporte une partie notable du poids de la remorque et de son chargement.

## Histoire et terminologie

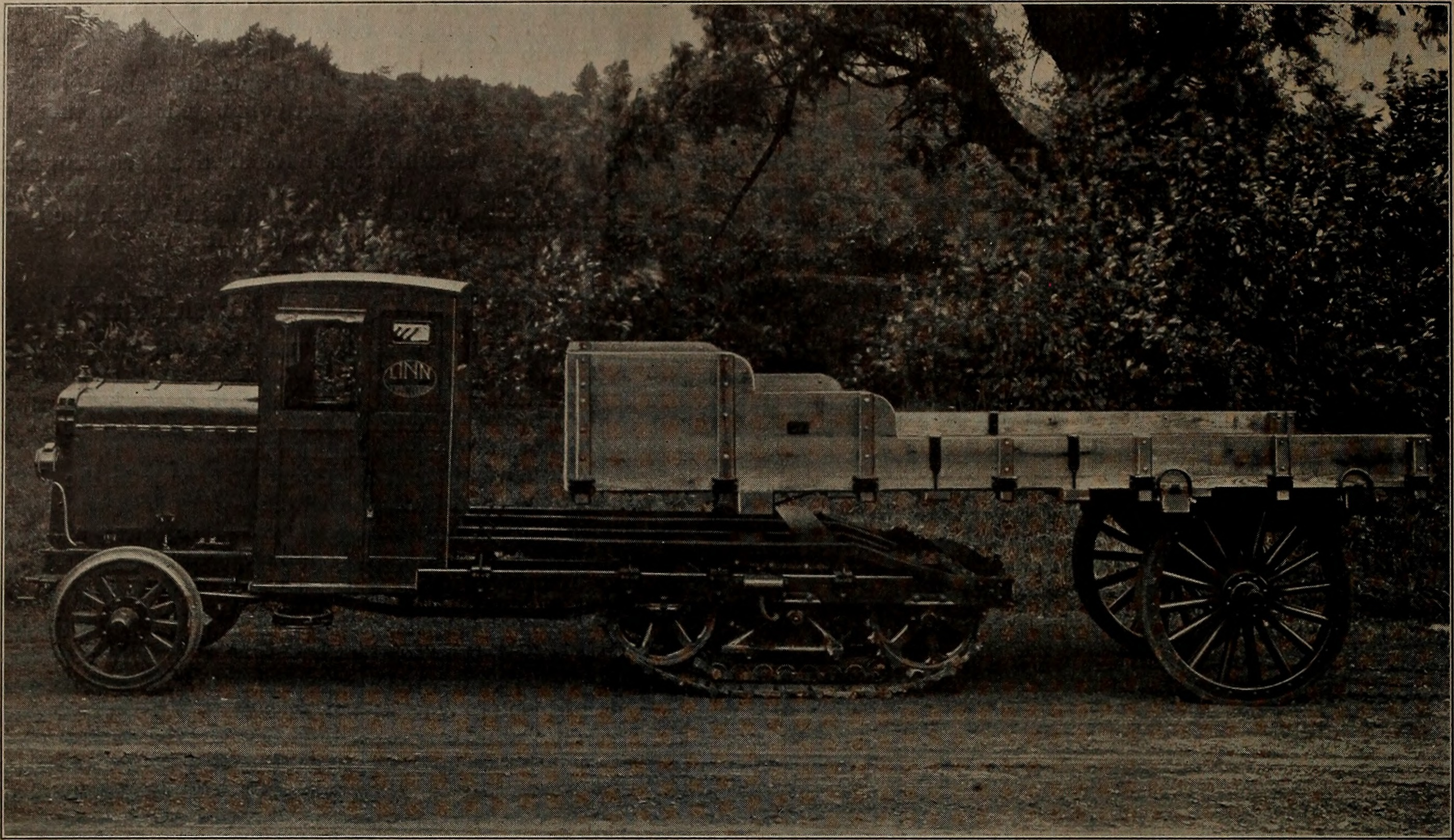
Tracteur Linn (avec roues pour l'été).

Le concept est notamment défini dans la convention de Vienne de 1949, enregistrée dans le volume 125 du recueil des traités, mais est beaucoup plus ancien. Dès 1918, la compagnie américaine Linn fabrique en série des porte-grumes dont le tracteur est un semi-chenillé avec skis à l'avant et sous la remorque.

## Description

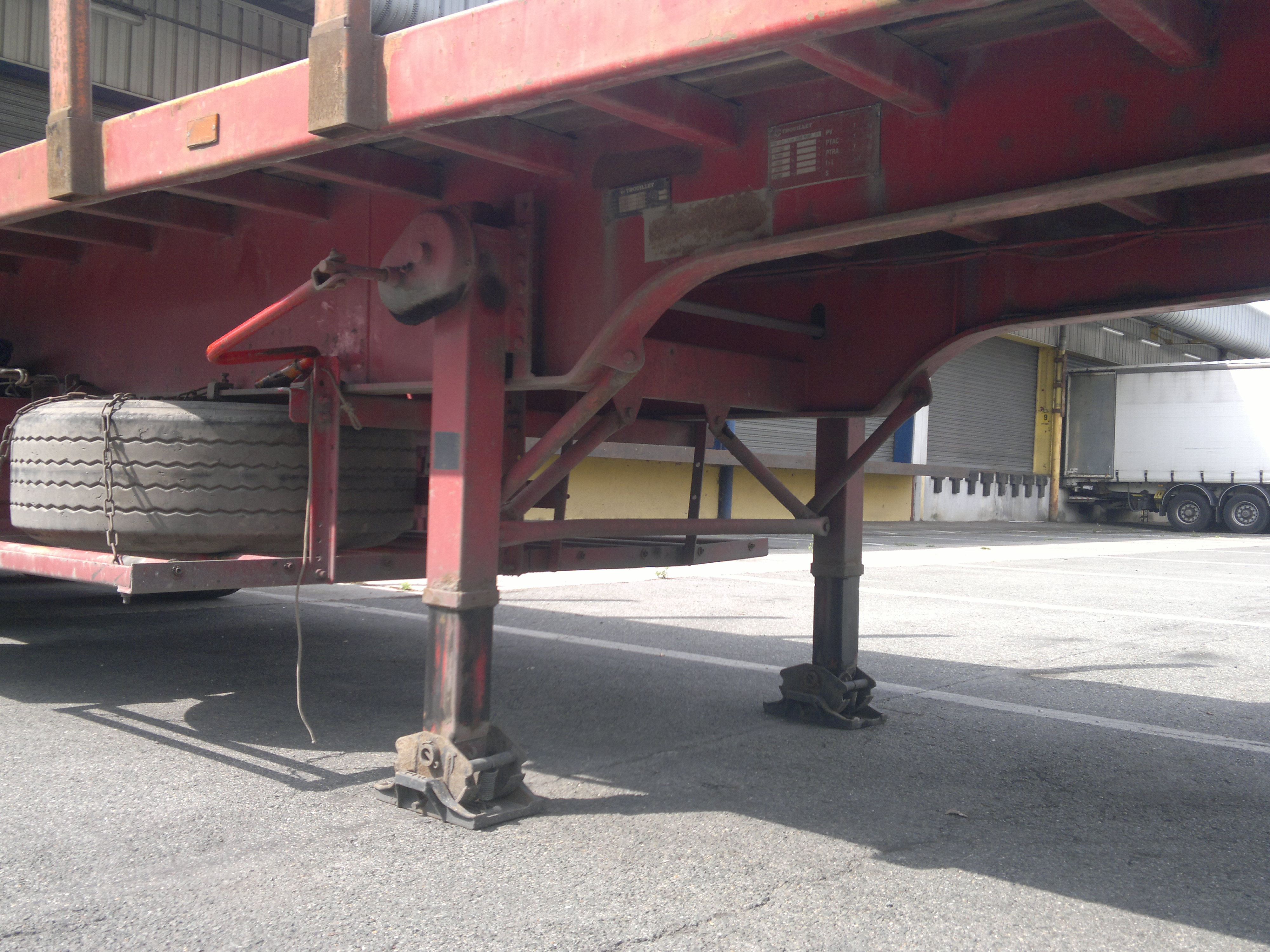
Béquilles (semi-remorque plateau).

Une semi-remorque est souvent appelée semi, voire traîne par les chauffeurs et parfois abrégée SREM.
Par abus de langage, on appelle aussi semi-remorque (terme masculin) l'ensemble formé par le tracteur et la remorque. Cet ensemble s'appelle officiellement véhicule articulé.
L'avant de la semi-remorque, lorsqu'elle est dételée, est maintenu à hauteur par l'intermédiaire de deux béquilles qui reposent sur le sol. Elles peuvent être commandées hydrauliquement mais, généralement, pour des raisons de simplicité mécanique et de coût d'entretien, on lui préfère la commande manuelle (par une manivelle jointe à un engrenage commandant une crémaillère). Baisser ou bien remonter manuellement les béquilles lors de l'accrochage ou du décrochage d'une semi-remorque prend trois à quatre minutes par opposition à quelques secondes avec un système hydraulique.

## Types
Il existe de nombreux types et dimensions de semi-remorques, selon le genre de transport à effectuer (en France et en Europe en général, sauf dans certains cas, la longueur maximale est de 16,50 m) : plateau (porte-conteneurs, porte-grumes pour le transport de bois, à châssis extensible pour le transport de produits de grande longueur, porte-bobines, porte-engins), fourgon, frigorifique (denrées périssables), bétaillère, citerne éventuellement inox (liquides alimentaires, produits chimiques, pulvérulents, déchets), bâchée (savoyarde, rideaux coulissants type Tautliner), benne (travaux publics, céréalière), porte-voitures, semi-remorque surbaissée, etc.
On peut également adapter différentes machines sur une semi-remorque, dans le cas de travaux spéciaux : grue, matériel militaire, véhicule de secours, d'intervention, ou véhicules affectés à des travaux spéciaux (exploitation forestière, ponts et chaussées, entretien de réseaux, de curage ou d'hydrocurage, véhicules miniers), éclairage cinématographique, podium pour spectacle, etc.

Différents types de semi-remorques
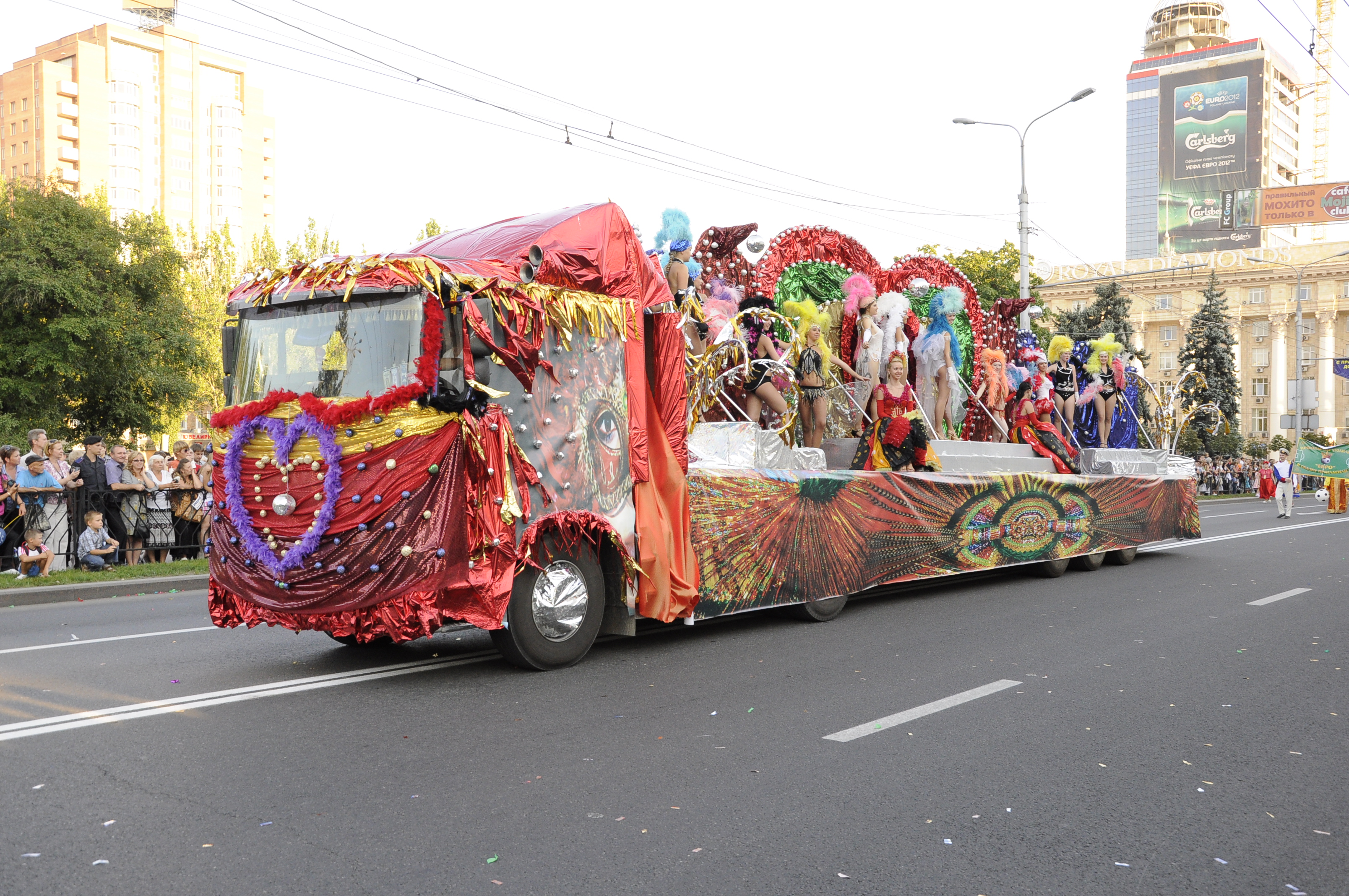
Plateau carnaval, 3 essieux (Ukraine).
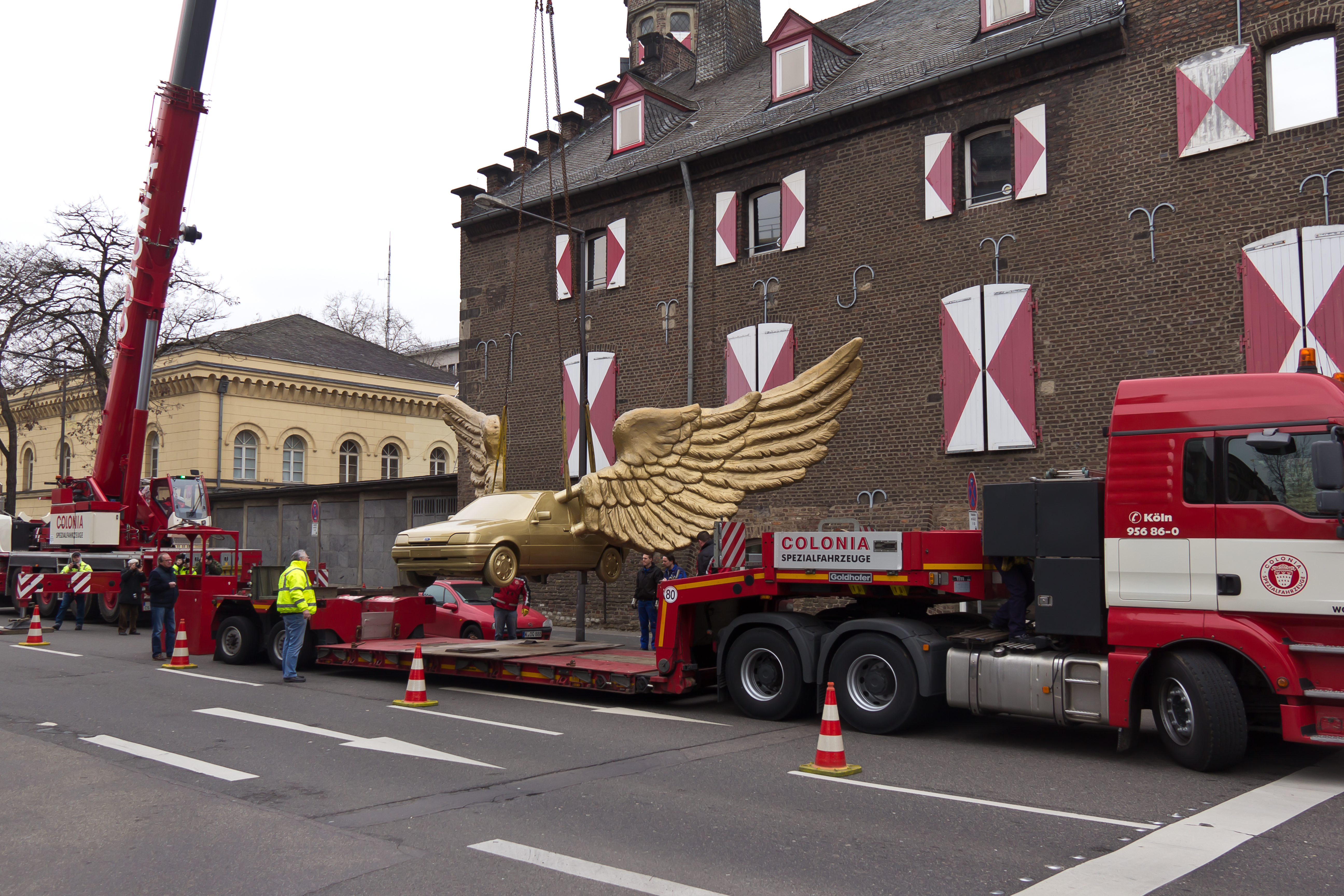
Plateau, 2 essieux, surbaissé, à col-de-cygne (Allemagne).
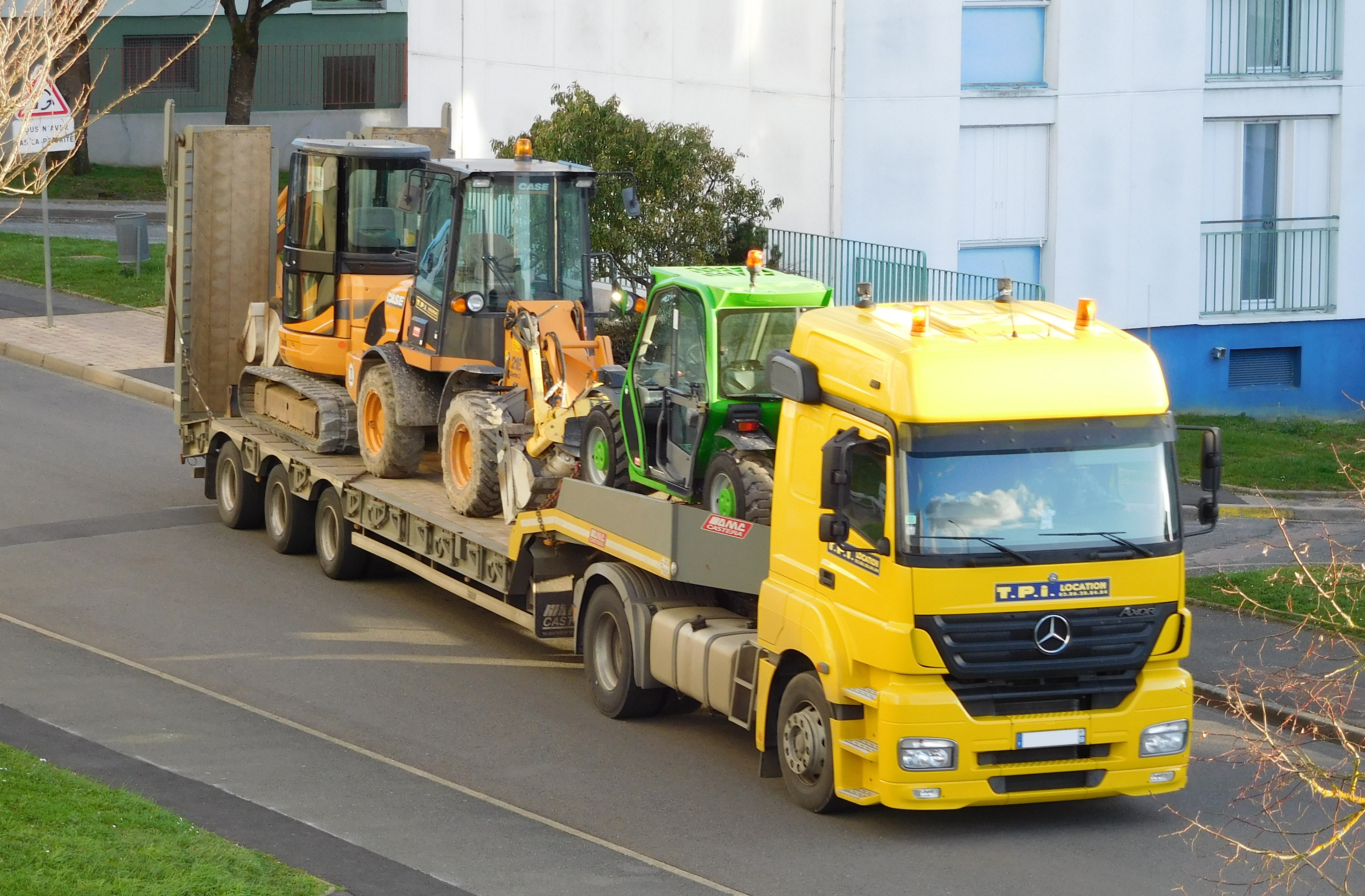
Porte-engins, 3 essieux, à col-de-cygne (France).
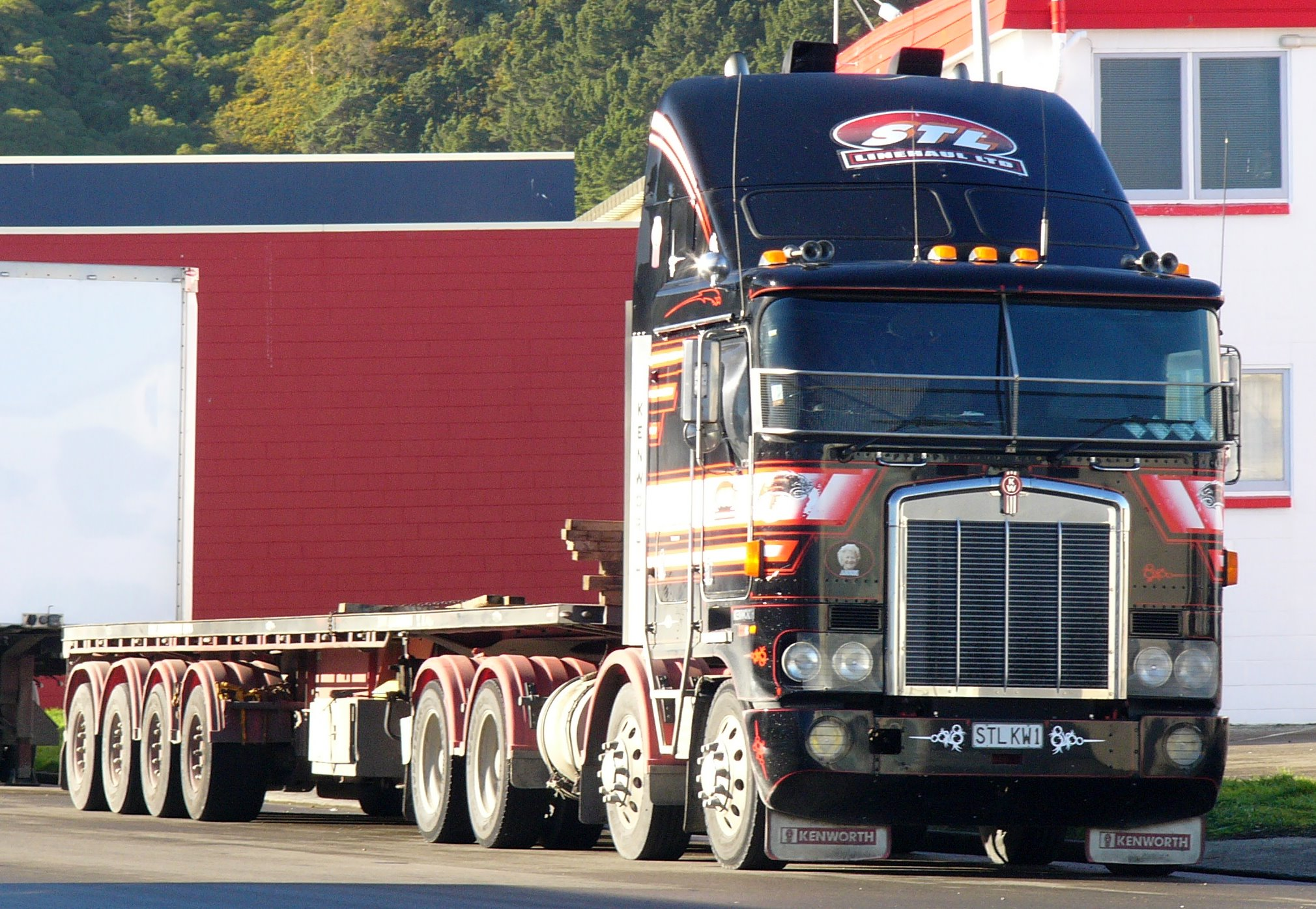
Plateau, 4 essieux (Nouvelle-Zélande).
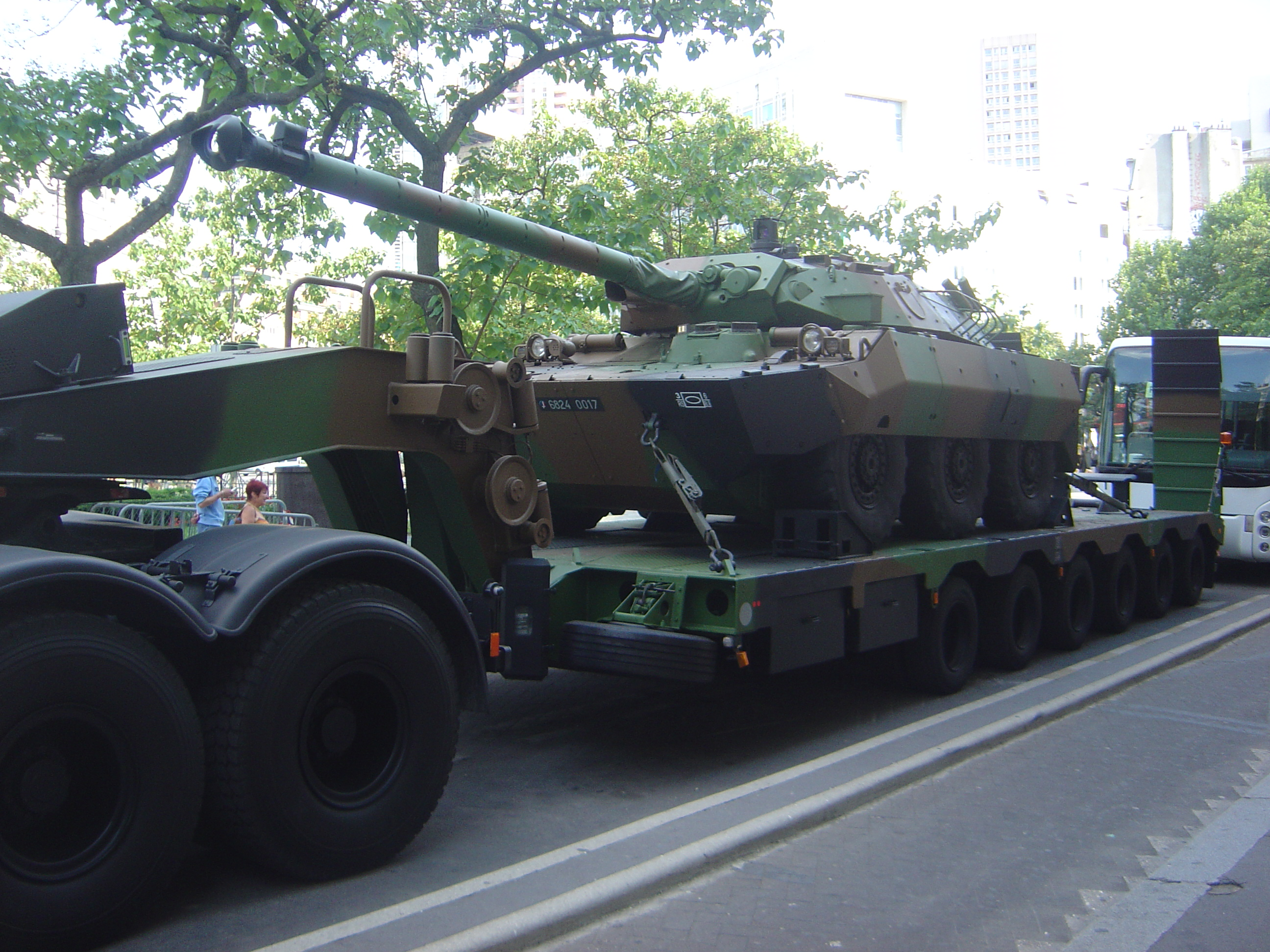
Porte-char, à col-de-cygne, 6 essieux (France)[5].
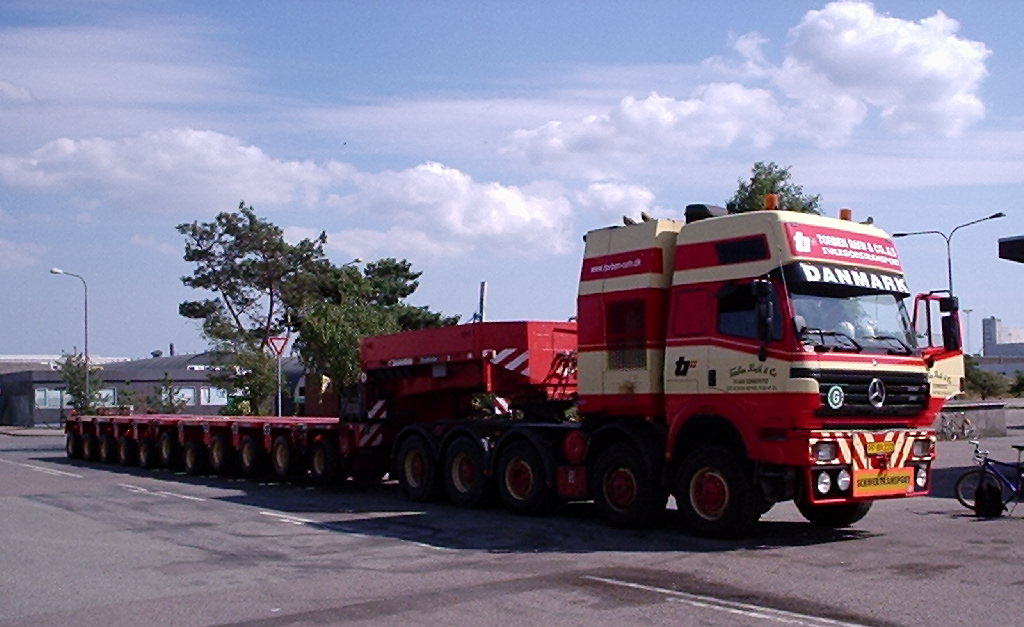
Plateau, à col-de-cygne, convoi exceptionnel, 11 essieux (Danemark).
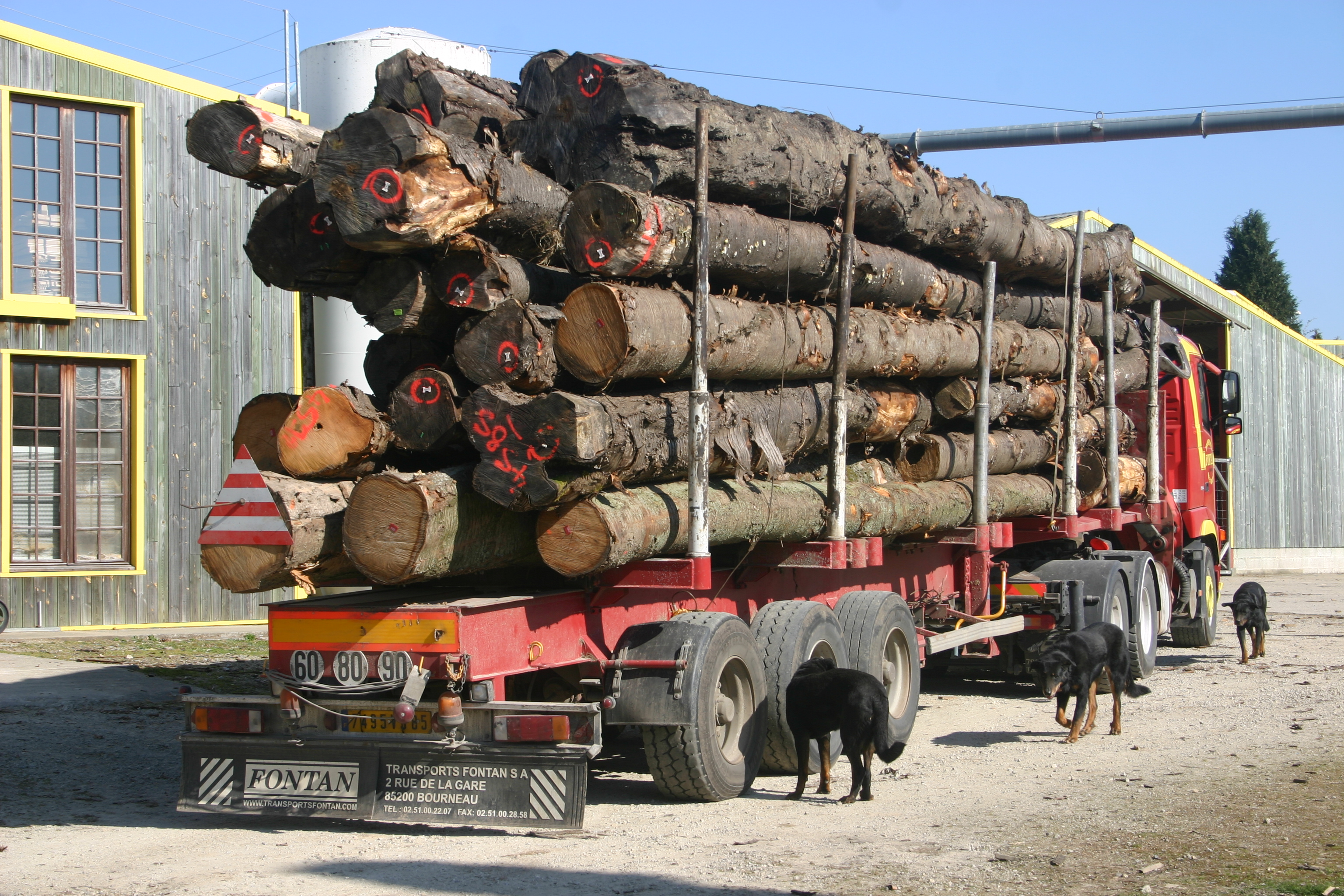
Porte-grumes (France).
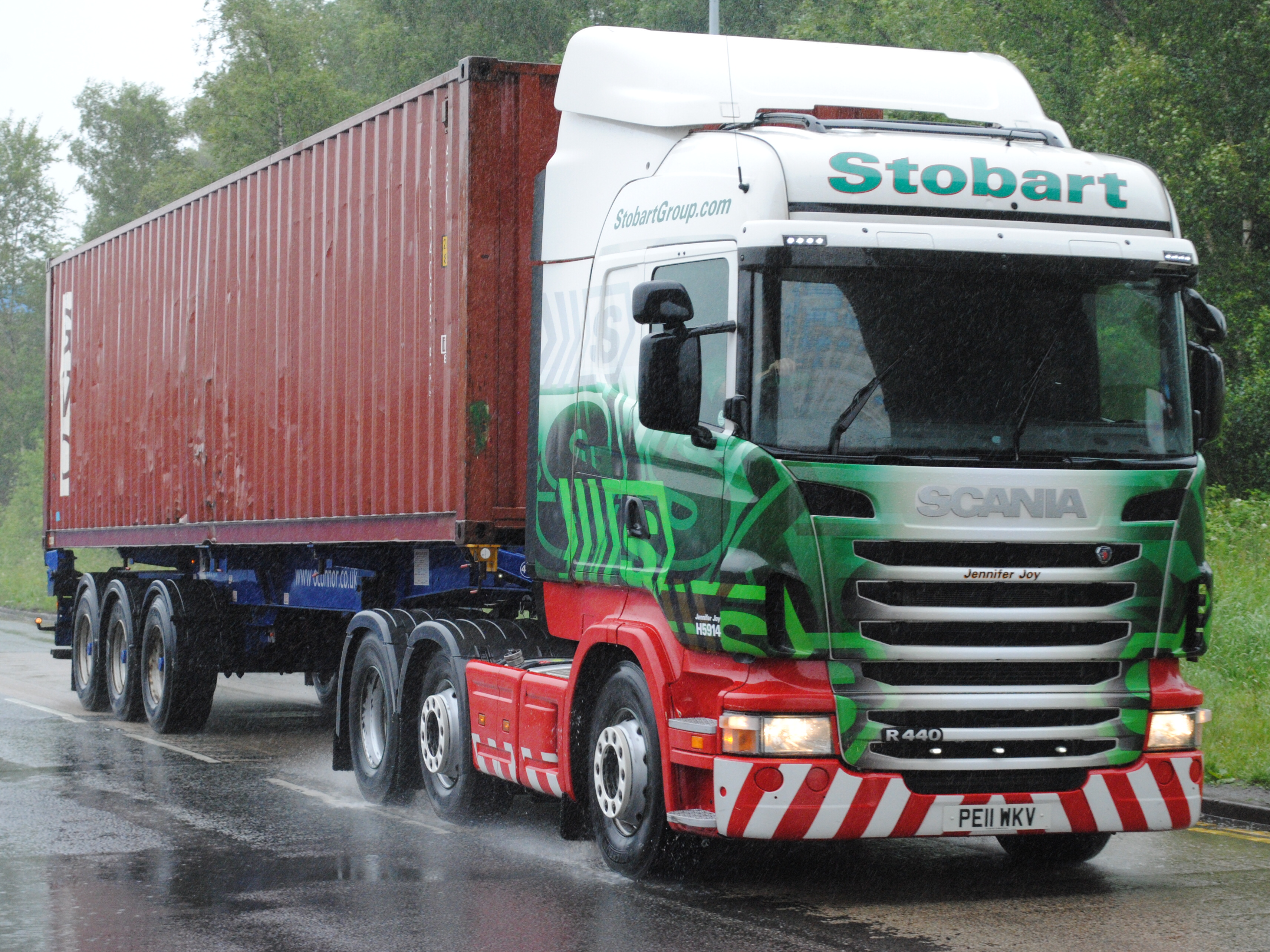
Porte-conteneur (Royaume-Uni).
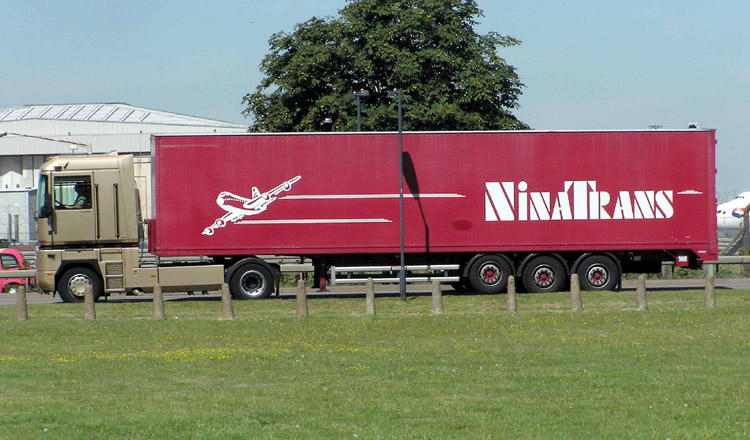
Fourgon non frigorifique (Belgique).
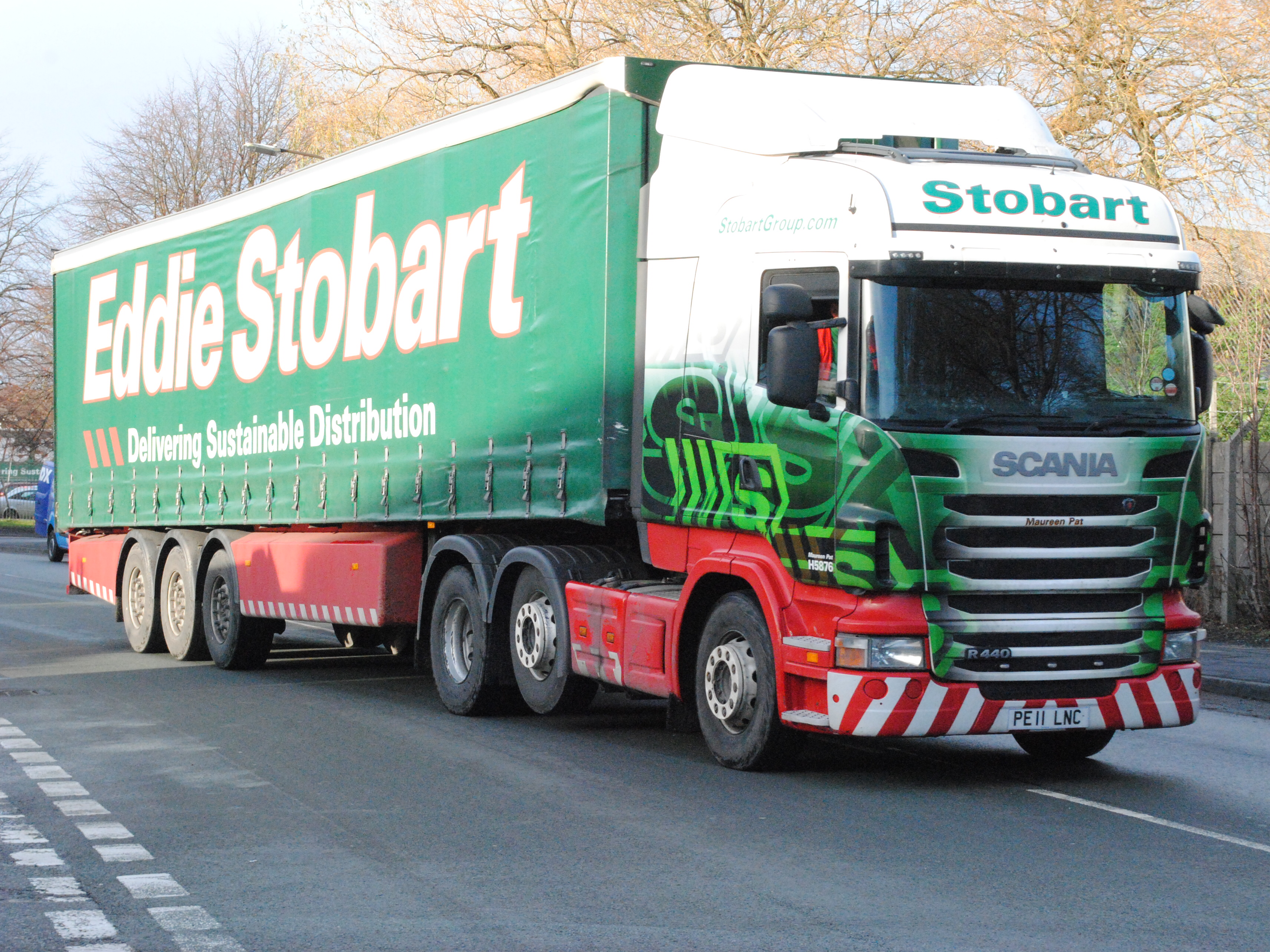
Tautliner (rideaux coulissants - bâchée) (Royaume-Uni).
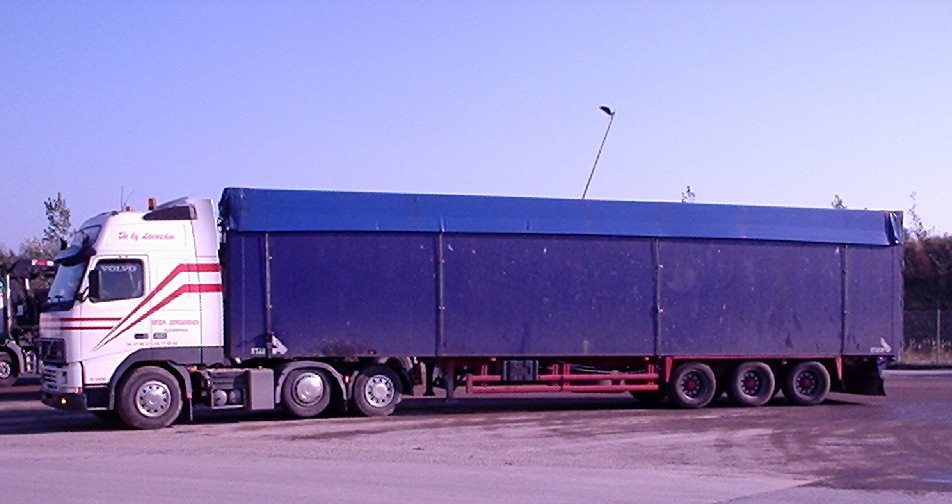
Benne, fond mouvant (tapis roulant couvrant le fond) (Danemark).
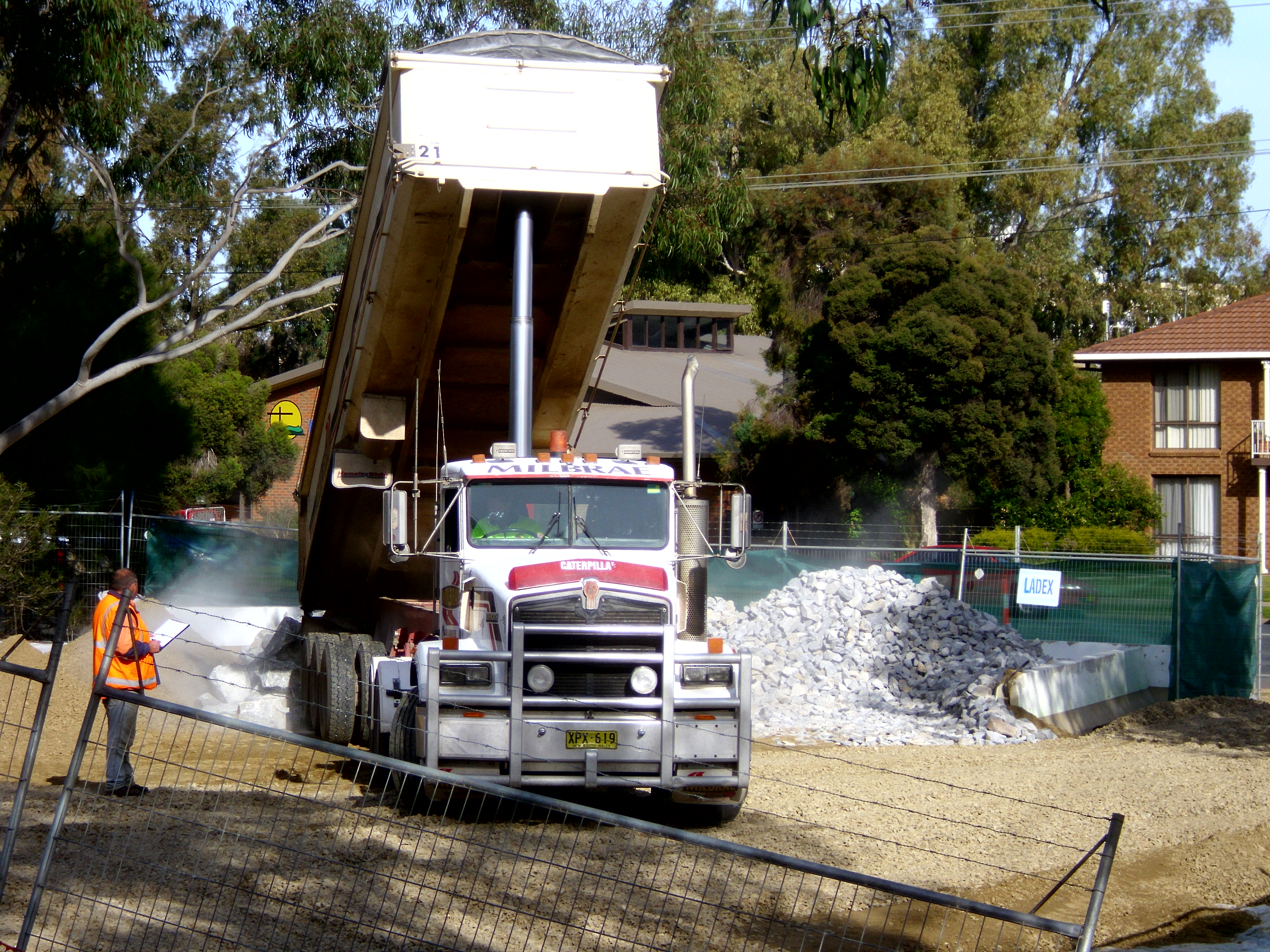
Benne basculante arrière (Australie).
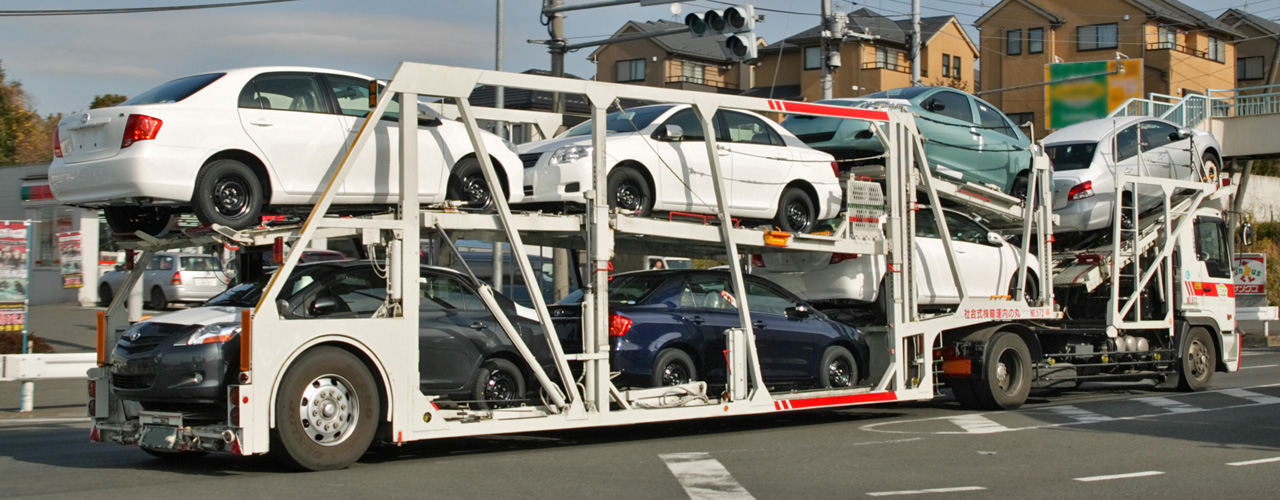
Porte-voitures (Asie).
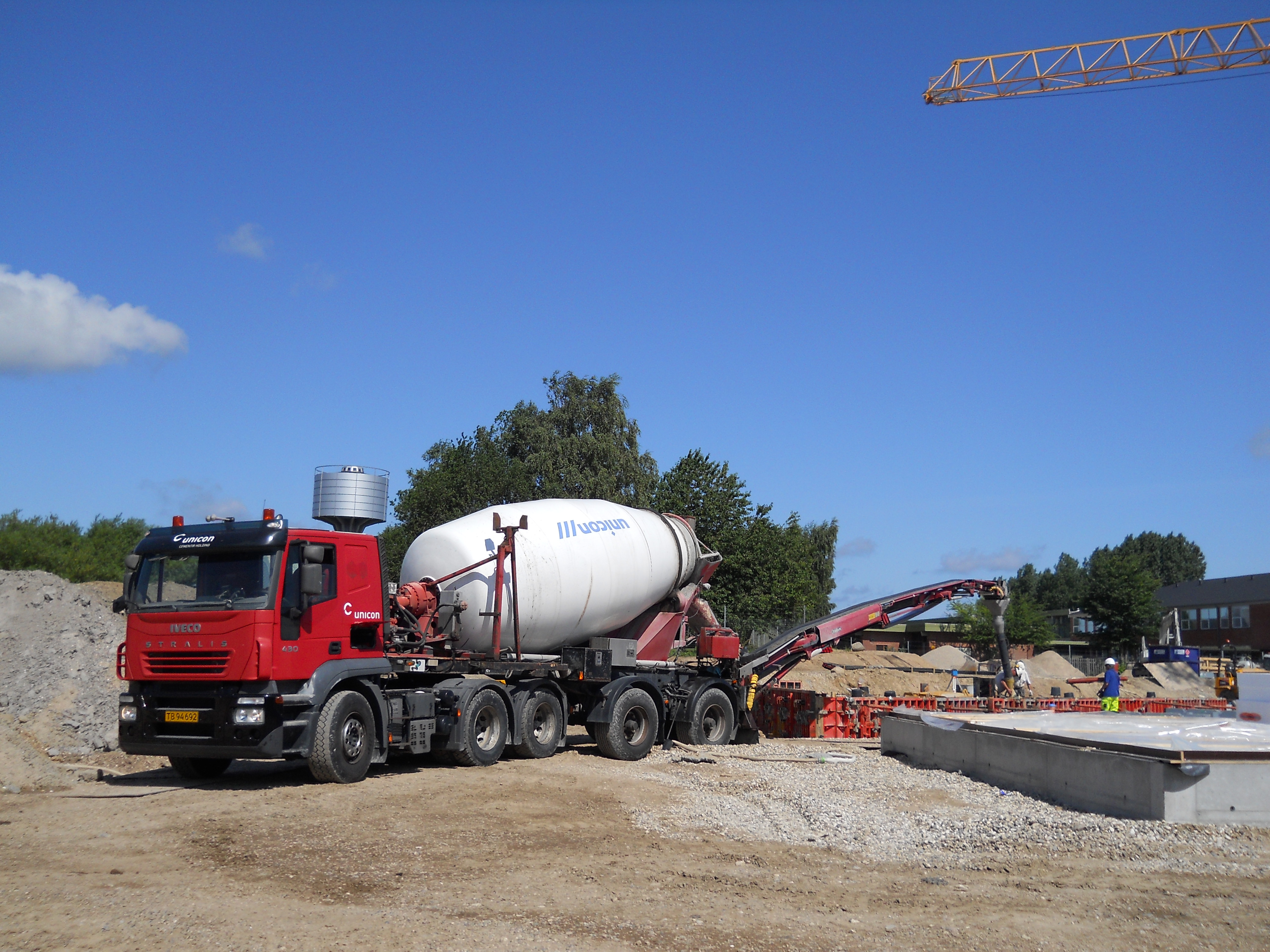
Malaxeur 7 m3 (Danemark).
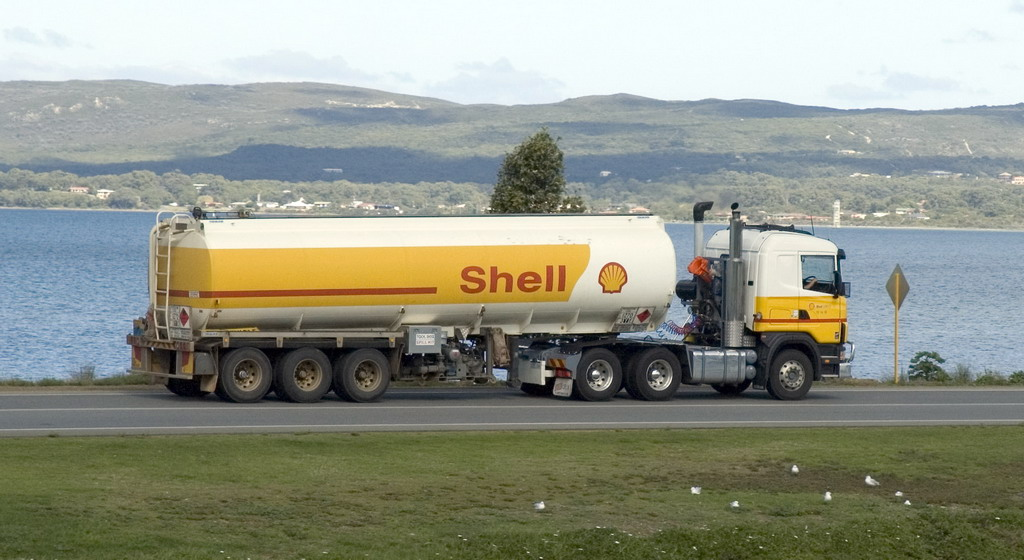
Citerne à carburant (Australie).
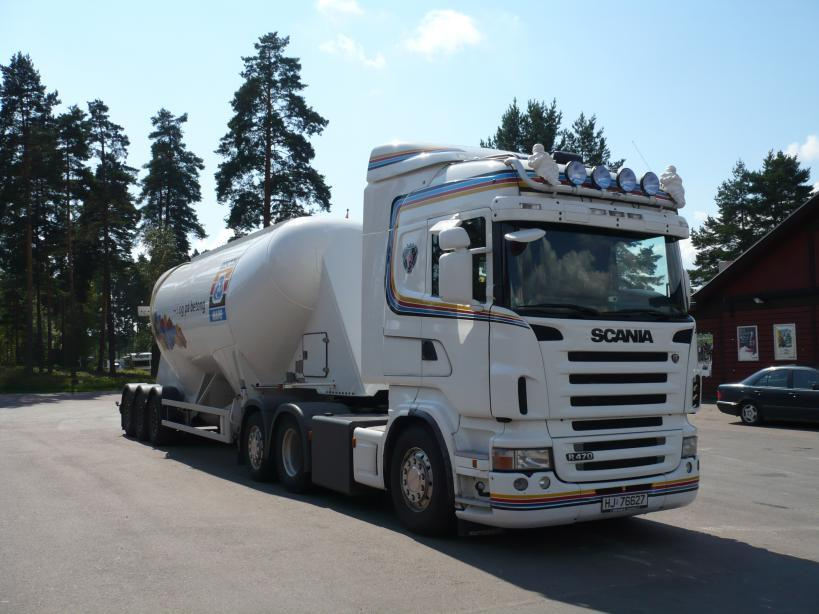
Citerne à pulvérulents (Norvège).
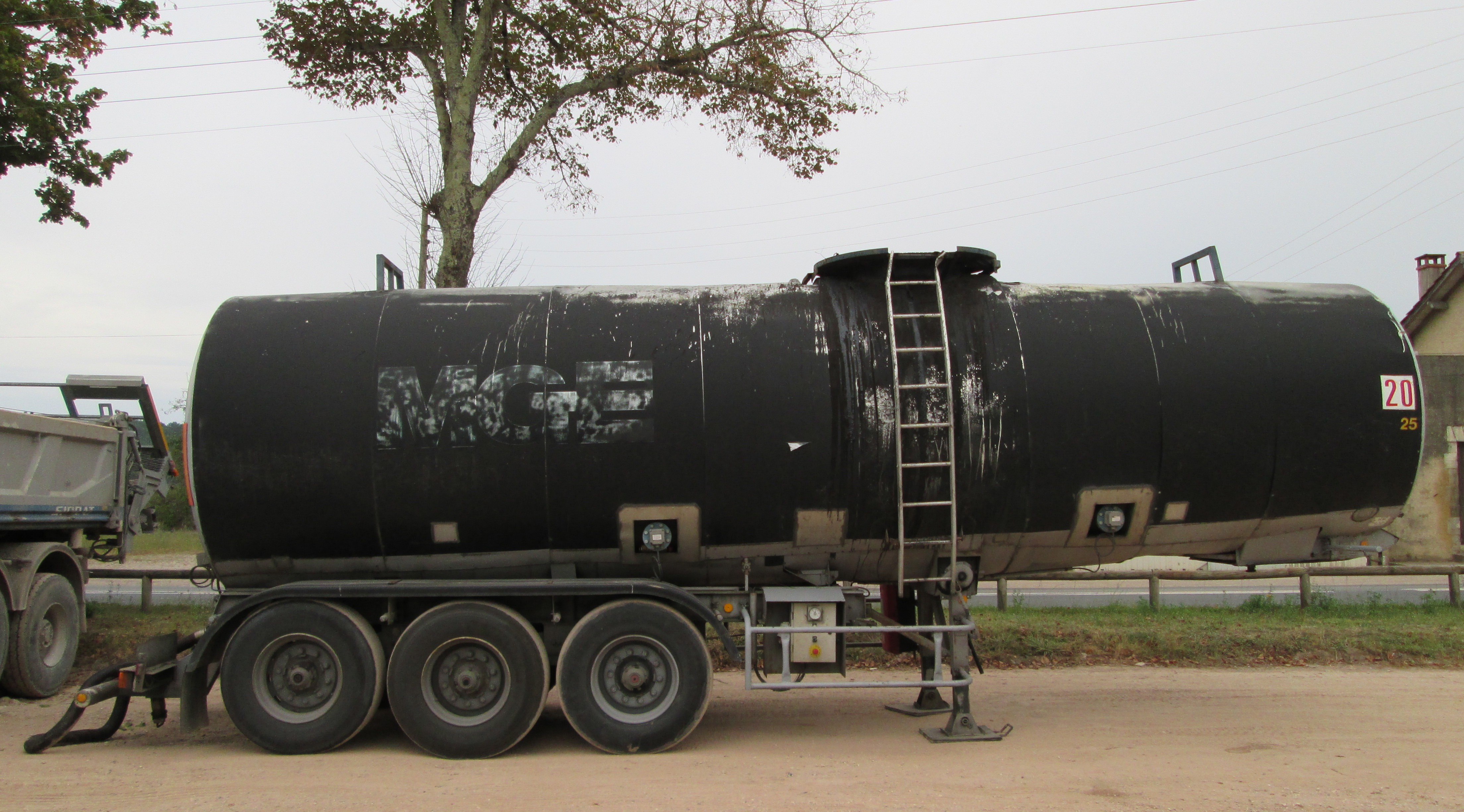
Citerne à bitume calorifugée (à 67 °C) (France).
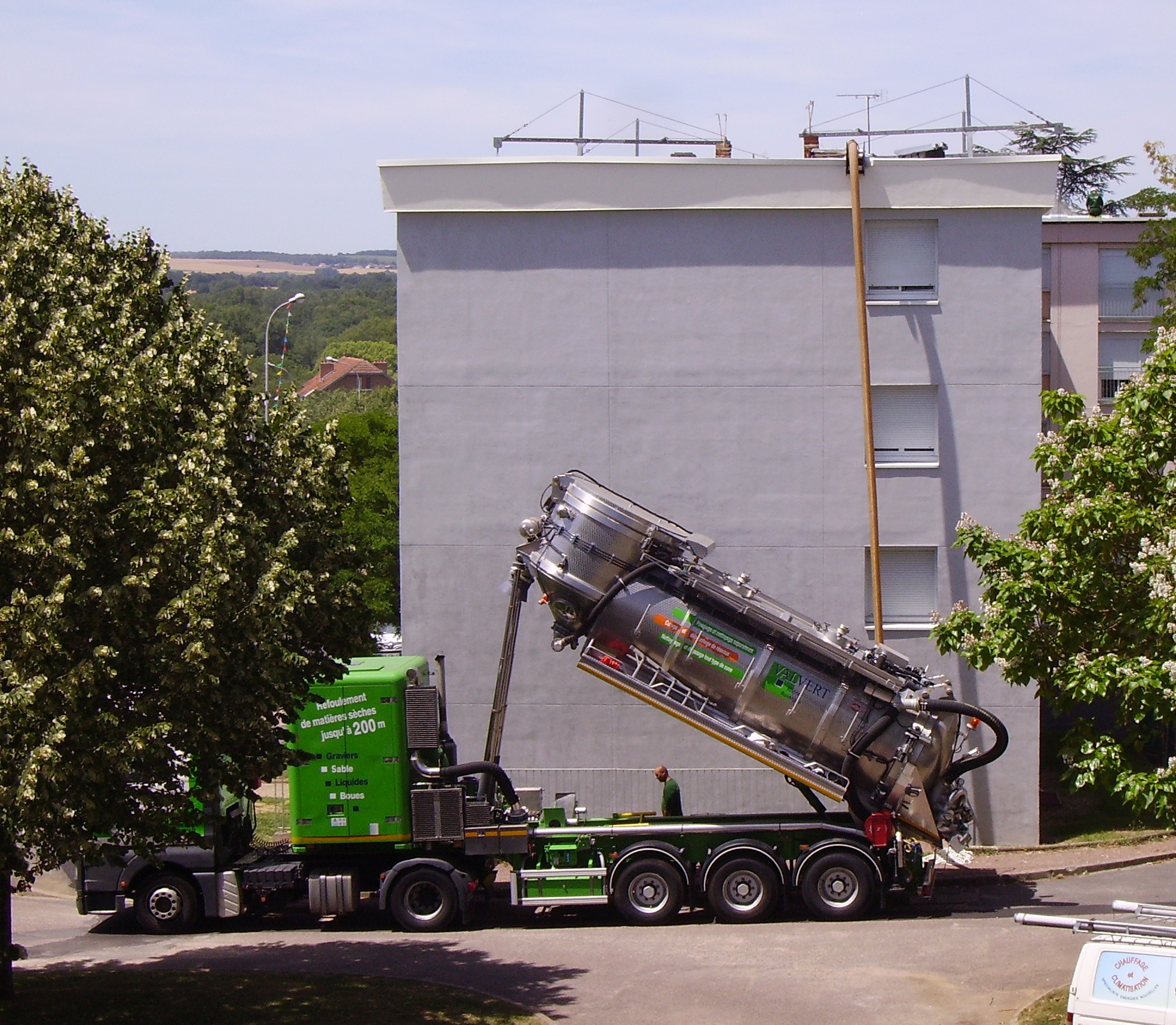
Excavatrice-aspiratrice (France).
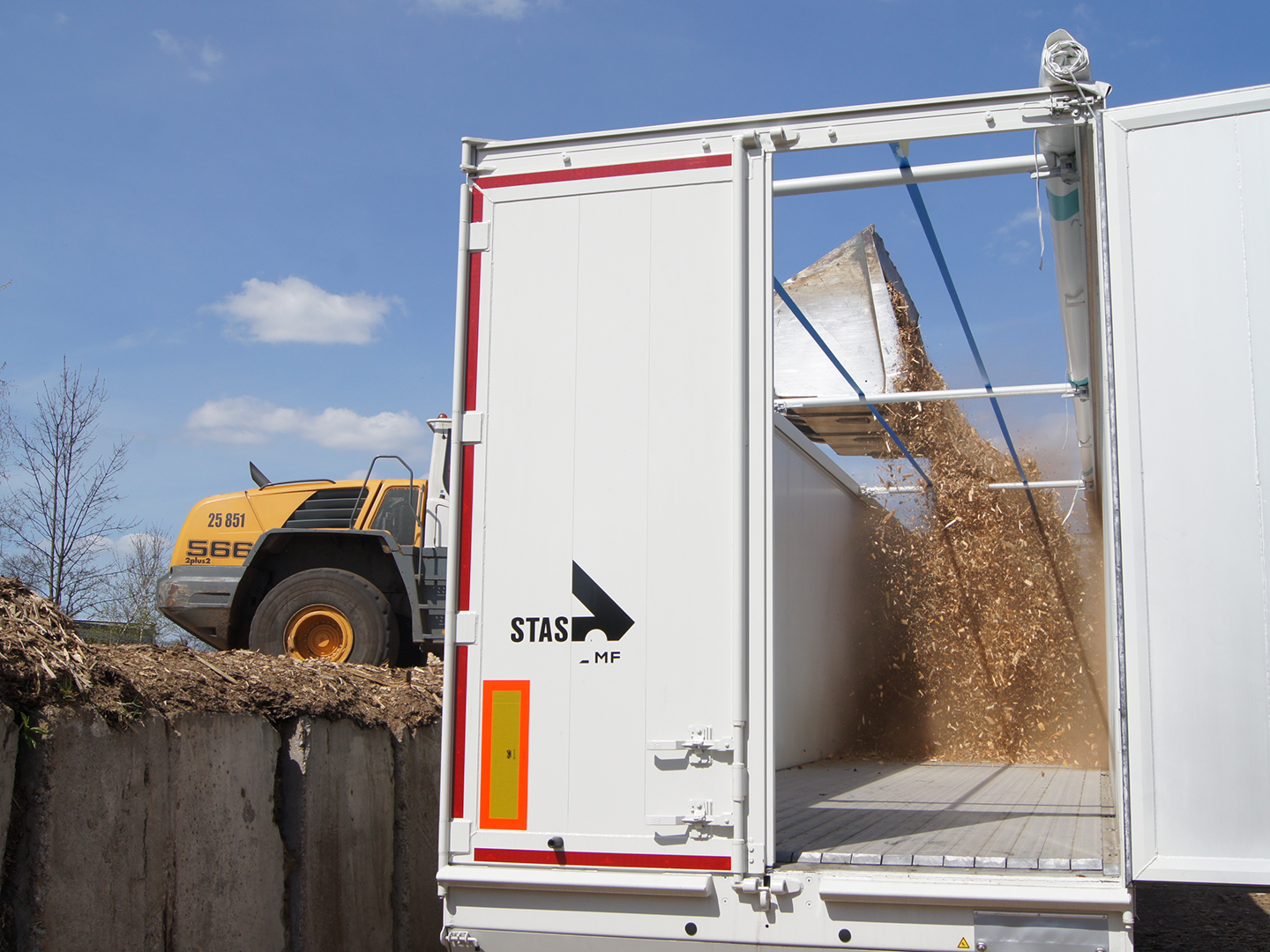
Semi-remorque à fond mouvant en action.
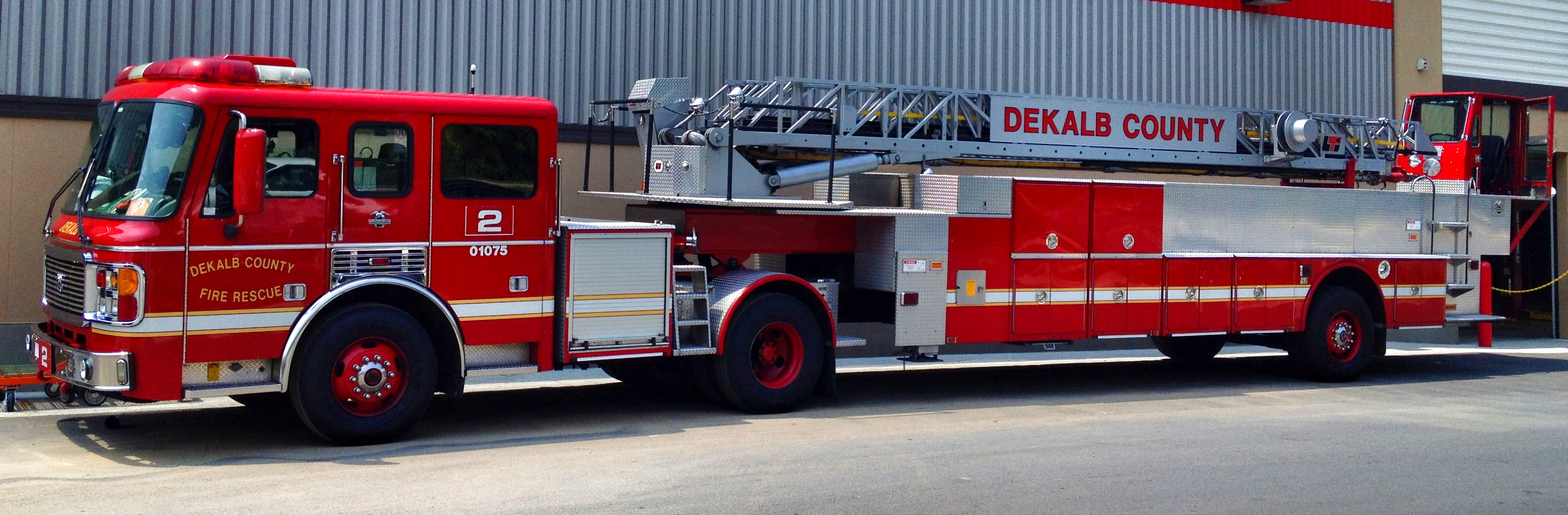
« Grande échelle », à col-de-cygne (États-Unis).
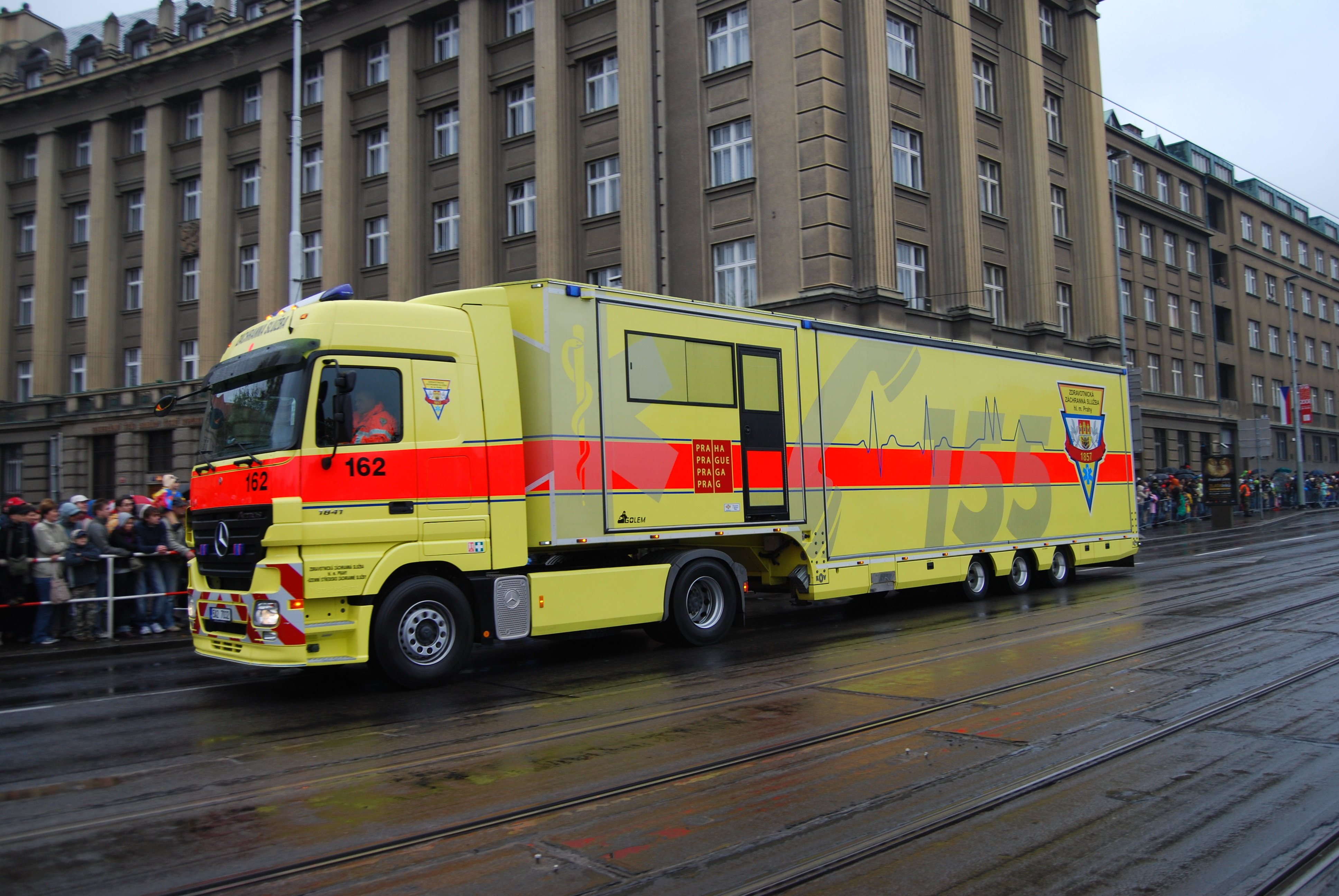
Unité ambulancière, à col-de-cygne (République tchèque).

## Essieux

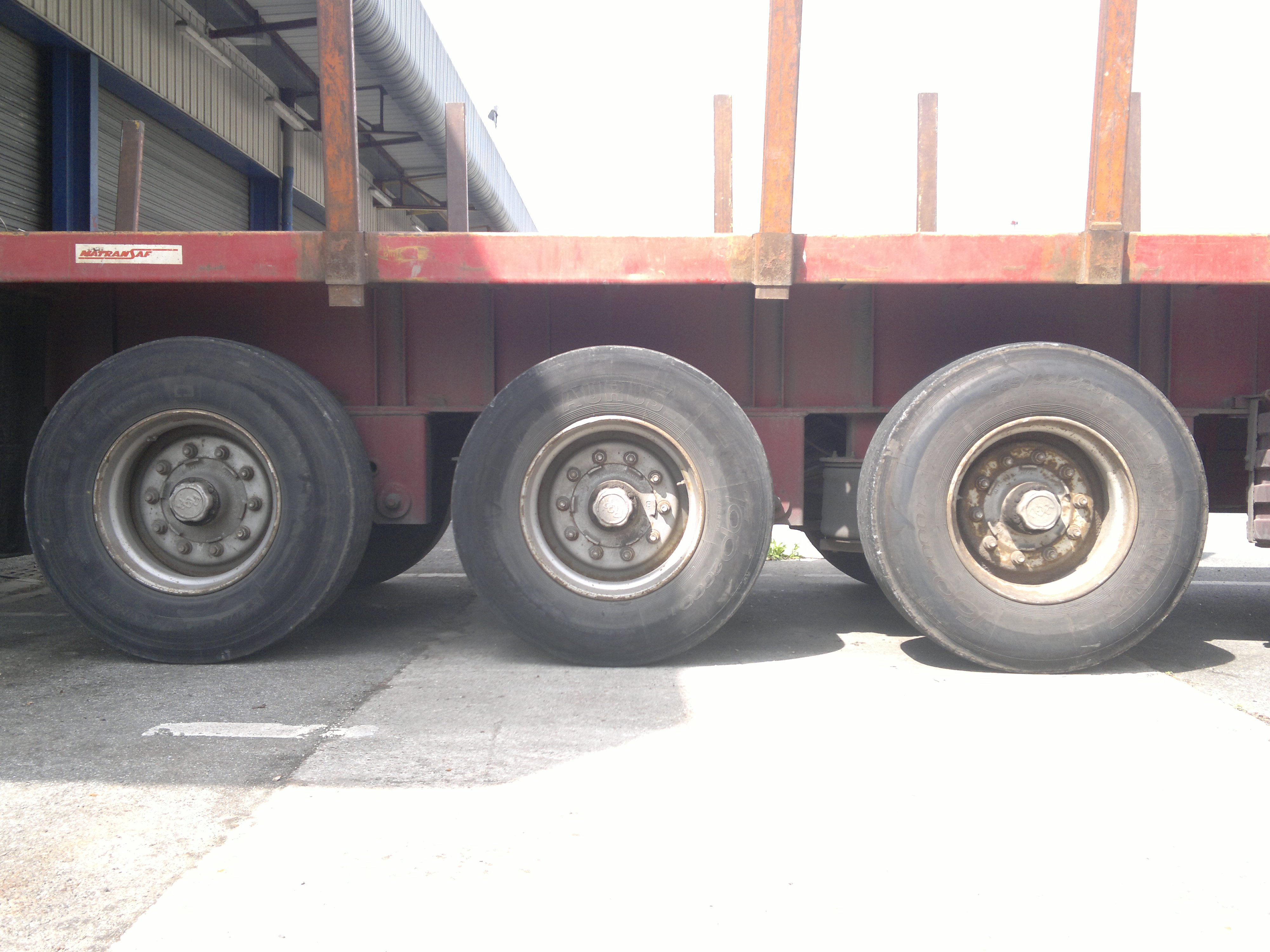
Un tridem correspond à une semi-remorque à trois essieux.

Les essieux semi-remorques peuvent être de type à roues simples ou jumelées (roues doubles). Un tandem correspond à une semi-remorque à deux essieux, un tridem à une semi-remorque à trois essieux. Certaines semi-remorques sont équipées d'essieux relevables, ainsi que d'essieux autovireurs, voire des deux. 